# Maarten Wynants
Maarten Wynants (Hasselt, 13 de mayo de 1982) es un ciclista belga que pasó al profesionalismo en 2005 y se retiró en abril de 2021 tras competir en el Tour de Flandes. 

## Biografía
Se volvió profesional en 2005 con el equipo Chocolade Jacques, tras muchas dudas entre el ciclismo y salto con pértiga, Wynants se decidió por el ciclismo y destacó en su debut al terminar tercero en la Hel van het Mergelland. En 2007, se unió al equipo Quick Step, donde hace las veces de gregario, pero sorprende con ataques cuando está en forma. En junio de 2007, terminó quinto en la Ster Elektrotoer y tercero del Halle-Ingooigem. Luego, a principios de 2008, fue tercero en el Trofeo Sóller y quinto en Le Samyn. Por último, en septiembre de 2008, fue sexto en la París-Bruselas y en el Gran Premio de Fourmies.
En junio de 2020 renovó su contrato hasta la celebración de la París-Roubaix 2021, momento en el que se retiraría para ocupar un puesto de director deportivo en el Jumbo-Visma. Tras aplazarse la prueba hasta el mes de octubre, decidió retirarse una semana antes después de la celebración del Tour de Flandes.

## Palmarés
No logró ninguna victoria como profesional.

## Resultados en Grandes Vueltas y Campeonatos del Mundo
| Carrera         | Carrera         | 2005 | 2006 | 2007 | 2008 | 2009  | 2010  | 2011 | 2012 | 2013  | 2014  | 2015 | 2016  | 2017 | 2018 | 2019 | 2020 |
| --------------- | --------------- | ---- | ---- | ---- | ---- | ----- | ----- | ---- | ---- | ----- | ----- | ---- | ----- | ---- | ---- | ---- | ---- |
|                 | Giro de Italia  | —    | —    | —    | —    | —     | —     | —    | —    | Ab.   | —     | —    | —     | —    | —    | —    | —    |
|                 | Tour de Francia | —    | —    | —    | —    | —     | 117.º | —    | Ab.  | 132.º | 117.º | —    | 138.º | —    | —    | —    | —    |
|                 | Vuelta a España | —    | —    | —    | —    | 113.º | —     | —    | —    | —     | —     | Ab.  | —     | —    | —    | —    | —    |
| Mundial en Ruta | Mundial en Ruta | —    | —    | —    | —    | 88.º  | —     | —    | —    | —     | —     | —    | —     | —    | —    | —    | —    |

—: no participa

Ab.: abandono

## Equipos
- Jong Vlaanderen 2016 (2004)
- Chocolade Jacques (2005-2006)
  - Chocolade Jacques-T-Interim (2005)
  - Chocolade Jacques-Topsport Vlaanderen (2006)
- Quick Step (2007-2010)
  - Quick Step-Innergetic (2007)
  - Quick Step (2008-2010)
- Rabobank/Blanco/Belkin/Lotto NL/Jumbo (2011-2021)[3]
  - Rabobank Cycling Team (2011-2012)
  - Blanco Pro Cycling Team (2013)[4]
  - Belkin-Pro Cycling Team (2013-2014)
  - Team Lotto NL-Jumbo (2015-2018)
  - Team Jumbo-Visma (2019-2021)